# Blitz Basic
Blitz BASIC is een compiler voor de programmeertaal BASIC.
De Blitz BASIC compilers werden oorspronkelijk ontworpen voor de Amiga maar zijn nu beschikbaar op verschillende platformen. De Blitz producten zijn hoofdzakelijk ontworpen om computerspellen te programmeren.

## Compilers
Deze compilers zijn nu beschikbaar:
- Blitz3D
- BlitzPlus
- BlitzMax.